# 魯妹席艾拉
《魯妹席艾拉》（英語：Sierra Burgess Is a Loser）是一部2018年美國青春喜劇片，由伊恩·山繆斯（Ian Samuels）執導，琳賽·比爾（Lindsey Beer）撰寫劇本，其主演包括雪農·波瑟、克莉絲汀·弗洛賽斯、RJ·賽勒與諾亞·森迪尼奧。該片於2018年8月30日在Netflix發行。

## 劇情
席艾拉（雪農·波瑟飾）是一位聰明，有想法的女孩，因為不是大家眼中的美女，在學校卻沒有什麼存在感和人緣，她唯一的好朋友就是丹 (RJ·賽勒飾)，而她在現階段最在意的目標就是如何進入史丹佛大學。漂亮且受歡迎但是沒什麼腦袋的啦啦隊隊長薇若妮卡（克里斯汀·弗勞賽斯飾）最喜歡捉弄並嘲笑她，不過每次席艾拉都能能機智的回覆薇若妮卡，把薇若妮卡氣得牙癢癢的。有一天，隔壁學校的一位帥氣迷人的橄欖球四分衛傑米（諾亞·森迪尼奧飾）與薇若妮卡要了她的電話號碼，而薇若妮卡早就有一位在大學男朋友，也看不上傑米。為了惡整席艾拉，在傑米跟她要電話號碼時，薇若妮卡便把席艾拉的電話號碼給了對方。
不知情的席艾拉在收到傑米的簡訊後，誤打誤撞的開始了一場虛擬戀愛。在她漸漸對傑米有好感時，她也同時發現了對方將自己誤認為薇若妮卡。但是在發現對方的誤會後，席艾拉並沒有因此而退縮，也沒有決定要告訴傑米真相，反而主動找了薇若妮卡。她得知薇若妮卡被大學男友給甩了，因為對方覺得薇若妮卡不夠聰明，席艾拉便提出建議要幫薇若妮卡追回男朋友，條件是要薇若妮卡幫她，讓她不要拆穿傑米，使席艾拉可以繼續和傑米聊天。

## 演員
| 演員                               | 角色                                    | 簡介                                                  |
| 雪農·波瑟 Shannon Purser           | 席艾拉·波基斯 Sierra Burgess            | 書呆子 不受歡迎的邊緣人物                             |
| 克莉絲汀·弗洛賽斯 Kristine Froseth | 薇若妮卡 Veronica                       | 啦啦隊長 校園風雲人物                                 |
| R·J·賽勒 RJ Cyler                  | 丹 Dan                                  | 席艾拉好友                                            |
| 諾亞·森迪尼奧 Noah Centineo        | 傑米 Jamey                              | 四分衛 鄰校學生                                       |
| 蘿瑞塔·德維尼 Loretta Devine       | 湯姆森女士 Mrs. Thomson                 | 英文老師 席艾拉、薇若妮卡的老師                       |
| 喬治亞·維漢 Giorgia Whigham        | 克里西 Chrissy                          | 薇若妮卡好友 同為啦啦隊員                             |
| 愛麗絲·李 Alice Lee                | 麥肯錫 Mackenzie                        | 薇若妮卡好友 同為啦啦隊員                             |
| 莉亞·湯普森 Lea Thompson           | 茱兒·奧斯朋-波基斯 Jules Osborn-Burgess | 席艾拉媽媽 專欄作家                                   |
| 阿蘭·拉克 Alan Ruck                | 史蒂芬·波基斯 Stephen Burgess           | 席艾拉爸爸 知名作家                                   |
| 瑪莉·帕特·葛莉森 Mary Pat Gleason  | 史蒂文斯 Counselor Stevens              | 諮商老師 席艾拉曾向其諮詢申請大學事宜                 |
| 克莉希·梅茲 Chrissy Metz           | 崔西 Trish                              | 薇若妮卡媽媽                                          |
| 伊莉莎白·托維 Elizabeth Tovey      | 布洛蒂 Brody                            | 薇若妮卡妹妹 雙胞胎                                   |
| 瑪麗安·托維 Mariam Tovey           | 史庫特 Scooter                          | 薇若妮卡妹妹 雙胞胎                                   |
| 麥特·馬洛 Matt Malloy              | 生物老師 Biology Teacher                | 生物老師                                              |
| 威廉·佩爾茲 William Peltz          | 史賓斯 Spence                           | 薇若妮卡男友                                          |
| 吉爾夫·史圖茲 Geoff Stults         | 強森 Coach Johnson                      | 田徑教練 舉辦校內試訓時，席艾拉曾參加（為了大學推甄） |

## 反響
爛番茄基於28篇評論而持有65%的新鮮度，平均得分5.5 / 10。在Metacritic上則得分60。

## 外部連結
- 互联网电影数据库（IMDb）上《魯妹席艾拉》的资料（英文）